# イギリス青年議会
　イギリス青年議会（英：United Kingdom Youth Parliament）は、イギリスの英国青年評議会が管理し、イギリスの庶民院（下院）に存在する議会。

## 概要
議員は「MYP（Members of Youth Parliament）」と呼ばれ、11〜18歳の青少年のみ立候補することができる。地域ごとに２年ごとの選挙が行われて選出され、地域ごとに会議に参加する。また、年に一度、全議員が集まる会議も開かれる。
　ヨーロッパでもっとも活発な青年議会であり、政府への政策案の提出や、政治家との共同ロビー活動などを行っている。

## 経歴
イギリス保守党のアンドリュー・ローが1998年、庶民院に青年議会の創設を求める案を提出したことで発足。